# 明定陵
明定陵，位于北京市昌平区大峪山东麓，明十三陵之一，是明朝第13位皇帝神宗朱翊钧（1563年－1620年，年号万历）及其孝端顯皇后、孝靖太后的合葬陵。

## 历史

### 兴建
陵寝建筑始建于明朝万历十二年（1584年）十一月，万历十八年（1590年）六月竣工，历时六年，耗银800万两。陵墓建成时明神宗只有28岁，直到1620年才正式启用，该陵墓闲置30年之久。

### 入葬
万历四十八年（1620年）七月二十一日，明神宗驾崩，享年58岁。同年九月上尊谥为“范天合道哲肃敦简光文章武安仁止孝显皇帝”，十月三日葬定陵，庙号“神宗”。
万历四十八年四月，孝端显皇后王氏（明神宗元配）病故，谥“孝端”。万历四十八年八月，明光宗朱常洛继位，上尊谥为“孝端贞恪庄惠仁明媲天毓圣显皇后”。十月三日葬定陵。
万历三十九年九月，皇贵妃王氏（明光宗生母）病故，谥“温肃端靖纯懿皇贵妃”。坟园建在天寿山陵区东井左侧。万历四十八年八月初一，明光宗朱常洛即皇位，下诏追谥生母为皇太后，其礼未行，明光宗先于同年九月初一驾崩。明熹宗朱由校即位，方为王氏上尊谥为“孝靖温懿敬让贞慈参天胤圣皇太后”，迁葬定陵，并补充一些随葬品。

### 发掘

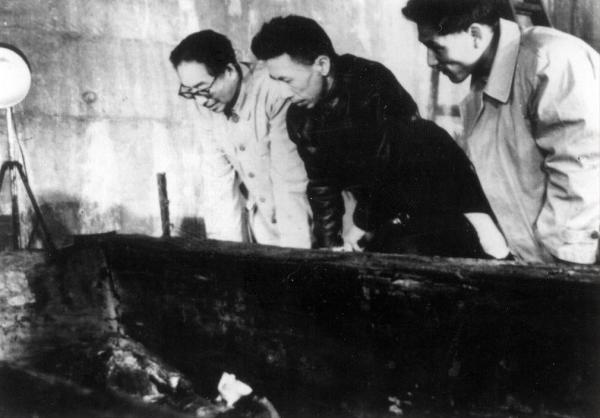
明定陵开棺后的一瞬间（左为郑振铎，中为夏鼐）。

起自北京市副市长吴晗提出发掘长陵。1955年10月4日，郭沫若、沈雁冰、吴晗、邓拓、范文澜、张苏等人联名提交《关于发掘明长陵的请示报告》给国务院秘书长习仲勋。报告转给主管文化工作的国务院副总理陈毅，并呈报国务院总理周恩来。文化部文物局局长郑振铎、中国科学院考古研究所副所长夏鼐得知后认为条件不成熟，强烈反对贸然发掘，高层形成一场争论。周恩来向毛泽东作了汇报，毛泽东点头后，周恩来批下“原则同意”四字。长陵发掘委员会委员夏鼐负责发掘的技术指导，便让其学生赵其昌（后任首都博物馆馆长）做前期调研。赵其昌带探工在长陵未找到发掘线索。在向夏鼐、吴晗等人汇报后，经商讨决定先试掘献陵，积累经验再发掘长陵。后来吴晗和夏鼐认为试掘献陵对长陵的发掘参考价值不大，吴晗提议试掘永陵，遭夏鼐强烈反对，认为这与发掘长陵无异；试掘思陵，吴晗认为太小，是妃子墓改建。此后吴晗和夏鼐才想到定陵。杨仕、岳南合著的《定陵地下玄宫洞开记》认为，吴晗和夏鼐想到定陵的原因有二，“第一，定陵是十三陵中营建年代较晚的一个，地面建筑保存得比较完整，将来修复起来也容易些。第二，万历是明朝统治时间最长的一个，做了48年皇帝，可能史料会多一些。”

### 现状与保护
定陵玄宫（俗称“地下宫殿”）是明十三陵中第一座也是唯一一座被发掘的帝王陵寝。经国务院批准，1956年5月中旬开始以「探溝法」方式试掘，历时一年，於1957年9月19日打开玄宫14噸重的大石門。其玄宫由前室、中室、后室、左配室、右配室组成，石条起券，前室前面有隧道券，总面积1195平方米，出土文物3000多件，1958年7月清理完成。1958年5月24日，万历开棺。1959年9月30日，就定陵原址建为“定陵博物馆”，郭沫若题写馆名。同年10月1日正式对外开放。
然而這卻是考古史上最沉重的教訓之一，由于技术水平落后，出土的大批文物无法保存，发掘出土的丝织品变硬腐化。郑振铎、夏鼐为此上书国务院，请求立即停止再批准发掘帝王陵墓的申请，国务院总理周恩来同意了他们的意见。定陵挖掘成为中国考古史上的一大悲剧，不主动发掘帝王陵墓自此成为中国考古界的定规。
此外1966年文化大革命爆发后，定陵更遭到嚴重破壞，保存在定陵文物仓库中的萬曆帝、后的屍骨被紅衛兵以「打倒地主階級的頭子萬曆」的口號被揪出。1966年8月24日，萬曆帝、后的三具遺骸以及一箱帝后画像、资料照片等被抬到定陵博物馆重门前的广场上批斗并焚毁。
1956年起，定陵发掘出土明神宗、皇后的随葬物品3000多件，此后这些出土文物一直保存在定陵地面上的几排平房内，因为平房内不能做到恒温恒湿，对文物造成很大破坏。2012年，十三陵斥资3000多万元人民币修建了建筑面积2435平米的地下文物库。2014年底，上述3000多件文物被转移到地下文物库内。

## 建筑
明定陵坐西朝东，地面建筑布局呈前方后圆，一说象征“天圆地方”，但无实证。应为明孝陵、明长陵近圆形宝城形制的延续（孝陵宝城为包砌自然山体而成，平面近似圆形可避免山涧洪水的正面冲刷）。定陵是明十三陵中最大的三座陵园之一，规模仅次于明成祖长陵、明世宗永陵。地面建筑占地面积18万平方米，前有院落三进，后有宝城一座。主要建筑自东到西有：
- 石桥：三座汉白玉石桥，并列位于碑亭以东。
- 碑亭：内有无字碑。碑亭已毁。
  - 宰牲亭：位于外罗城之前左侧。现已毁。
  - 祠祭署：位于外罗城之前左侧。祠祭署前为门，中为公座（办公用正厅），后为官舍。现已毁。
  - 神宫监：位于外罗城之前右侧。神宫监有重门厅室，房屋300余间。现已毁。
  - 神马房：位于外罗城之前右侧。现已毁。
- 外罗城、宫门：陵宫总体布局也呈前方后圆。外罗城是陵园最外面的围墙，将宝城、宝城前方所有院落围绕在内。外罗城内面积约18万平方米。清朝梁份《帝陵图说》介绍外罗城：“铺地墙基，其石皆文石，滑泽如新，微尘不能染。左右长垣琢为山水、花卉、龙凤、麒麟、海马、龟蛇之壮（状），莫不宛然逼肖，真巧夺天工也。”又称：“覆墙黄同瓦瓦，刻砖为斗拱，檐牙玲珑嵌空，光莹如玉石。甲申之变，寸寸毁之，而不能尽毁也。”外罗城仅前部正中设宫门一座，位于碑亭以西，是外罗城的正门，为陵寝第一道门。宫门为黄瓦朱扉，设券门三道。外罗城及宫门现已无存。

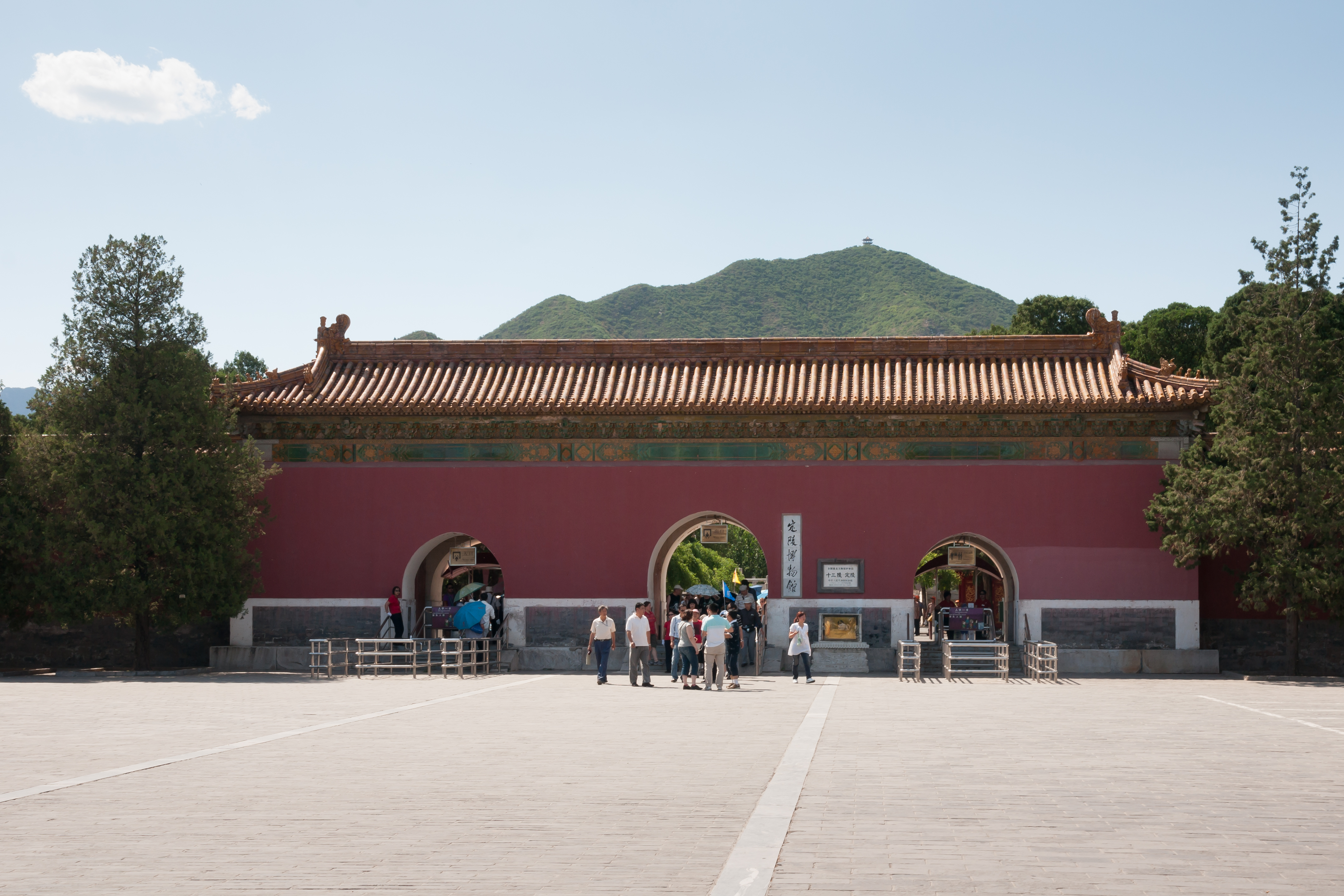
明定陵重门，目前为定陵博物馆入口。

- 重门：为陵寝第二道门，也是陵宫区围墙的正门，现为定陵博物馆正门。单檐歇山顶式，制如外罗城门。其左右各设随墙式掖门一道。重门内的院落无建筑，院落之前(外罗城之内)左侧建有神厨三间，右侧建有神库三间。
- 裬恩门：设在前墙之间，面阔五间（通阔26.47米），进深两间（通深11.46米），一层须弥座式台基。台基上四周有石栏杆、龙凤望柱头及大小螭首。前后各设三出踏跺。现已毁。
- 裬恩殿：重檐顶，面阔七间（通阔50.6米），进深五间（通深28.1米），一层须弥座式台基，台基上四周的围栏雕饰同祾恩门。台基前出月台。月台前设三出踏跺，左右各设一出踏跺。棱恩殿有后门，故台基后亦设一出踏跺。其中，后一出踏跺及月台前中一出踏跺设御路石，刻有龙凤戏珠（左升龙、右降凤）及海水江涯图案。祾恩殿左右各设一座随墙式掖门。现已毁。
  - 南、北配殿：位于棱恩殿前南北两侧，现已毁。
- 棂星门：两柱牌楼门，位于棱恩殿后。两柱作出头式，白石雕成、截面方形，顶部坐龙，前后戗石抱鼓。
- 石几筵：一套，位于宝城前。由石供案和石供器组成。石供案为须弥座式，石供器由香炉（一座）、烛台（两座）、花瓶（两座）组成。形制如长陵、永陵等陵。
- 宝城：定陵地下宫殿在地下27米处，规模宏大。墓室由5个极其高大宽敞的石筑殿堂联结组成；从进口到后墙长87米；前、中、后三殿和左右配殿有5重雕刻精美的石门。
- 定陵卫的营房建于昌平城内。[1]

## 出土文物
《定陵》（文物出版社1990版）发掘报告记载的定陵帝宫内文物，包括丝绸疋料、袍服、冠带、佩饰、首饰、梳妆用品、金银器、玉器、瓷器、琉璃器、金银锭和各种钱币、铜锡明器、漆木器、木俑、武器和仪仗、谥册谥宝、圹志等，计约2648件。
- 整疋衣料177匹，其中龙袍料53匹，整卷袍料124匹。
- 丝织衣物及生活用品467件，其中各种袍服袄裤等385件，被褥34件，丝织生活用品（鞋、靴、袜等，包括孝靖皇后棺内卫生巾1条等）48件。
- 冠10顶，其中冕冠2顶，金丝翼善冠1顶，乌纱翼善冠2顶（其中1顶在万历帝头上），皮弁冠1顶，三龙二凤冠1顶，九龙九凤冠1顶，十二龙九凤冠1顶，六龙三凤冠1顶。
- 革带12条，佩饰7副14件，玉圭8件，金累丝珍珠霞帔2件。
- 梳妆用具23件。
- 首饰248件。金及金嵌珠宝首饰为主，另有少量银首饰、铜首饰、乌木首饰。
- 金器289件，其中金锭103锭，金饼1饼，金钱117枚。其余为金酒注、金酒爵、金盘盏、金罐、金杯、金碗、金水壶、金漱盂、金水盆、金皂盒等生活用品
- 银器271件，多为壶、罐、盆、壶、杯等生活用品。另有银锭65锭，银饼1饼，鎏金银钱192枚。
- 铜器65件，其中生活用品5件，明器60件。
- 锡器370件，少数为明器，其他多为生活用品。
- 瓷器16件，琉璃器15件（一帝二后神座前的琉璃五供）。
- 玉器51件，其中有金托玉爵、金托玉执壶、金托玉盖碗等。另有玉料32件。
- 石器（石宝座、石踏座、石五供、长明灯石座等）36件。
- 宝石12包313块，包括红宝石、蓝宝石、猫睛石、祖母绿等。珍珠4包，年久糟朽难以清点数量。
- 念珠6串，其中4串为菩提子念珠，2串为琥珀念珠。
- 漆器84件
- 木器25件，多为抬运棺椁用的抬杠。
- 木俑7箱，较完好的有248件。
- 武器40件，其中铁刀1件，箭34支，盔1顶，铁铠甲1领，箭袋2件。
- 仪仗用品37件
- 谥册7件（木谥册4件，锡谥册3件），谥宝4件（包括孝靖皇后的皇贵妃谥宝），孝靖皇后皇贵妃圹志1件
- 铜钱1712枚，多为万历通宝。
- 圣髪和指甲3件，夹在绵纸中，放置于万历帝头部两侧。
- 蜡烛4支
- 檀香3支
- 白木香12公斤
- 木炭2.5公斤，在孝靖皇后棺内靠近头部，圆棒形
- 纸钱，年久糟朽，数目难以清点，在孝靖皇后棺内

万历帝棺木材质为楠木，盖、底、挡头、侧壁板均为整块板材制成。外髹朱漆，无纹饰。前高后低，前宽后窄。棺盖长3.34米，前宽1.48米，后宽1.35米。头挡板高1.42米，足挡板高1.35米。外椁用松木板拼接制成，表面粗糙，未经加工直接施漆。孝端后棺椁与万历帝相同，楠木棺、松木椁，惟尺寸略小。孝靖后棺椁用松木制成，尺寸与孝端后棺椁接近。皆髹朱漆，无纹饰。

## 图集

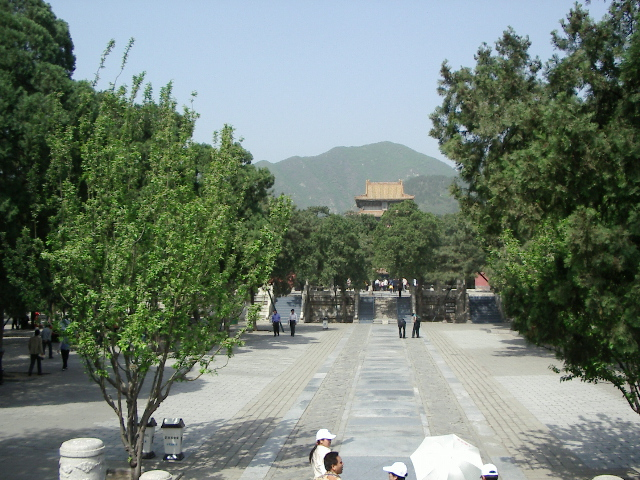
定陵祾恩殿台基
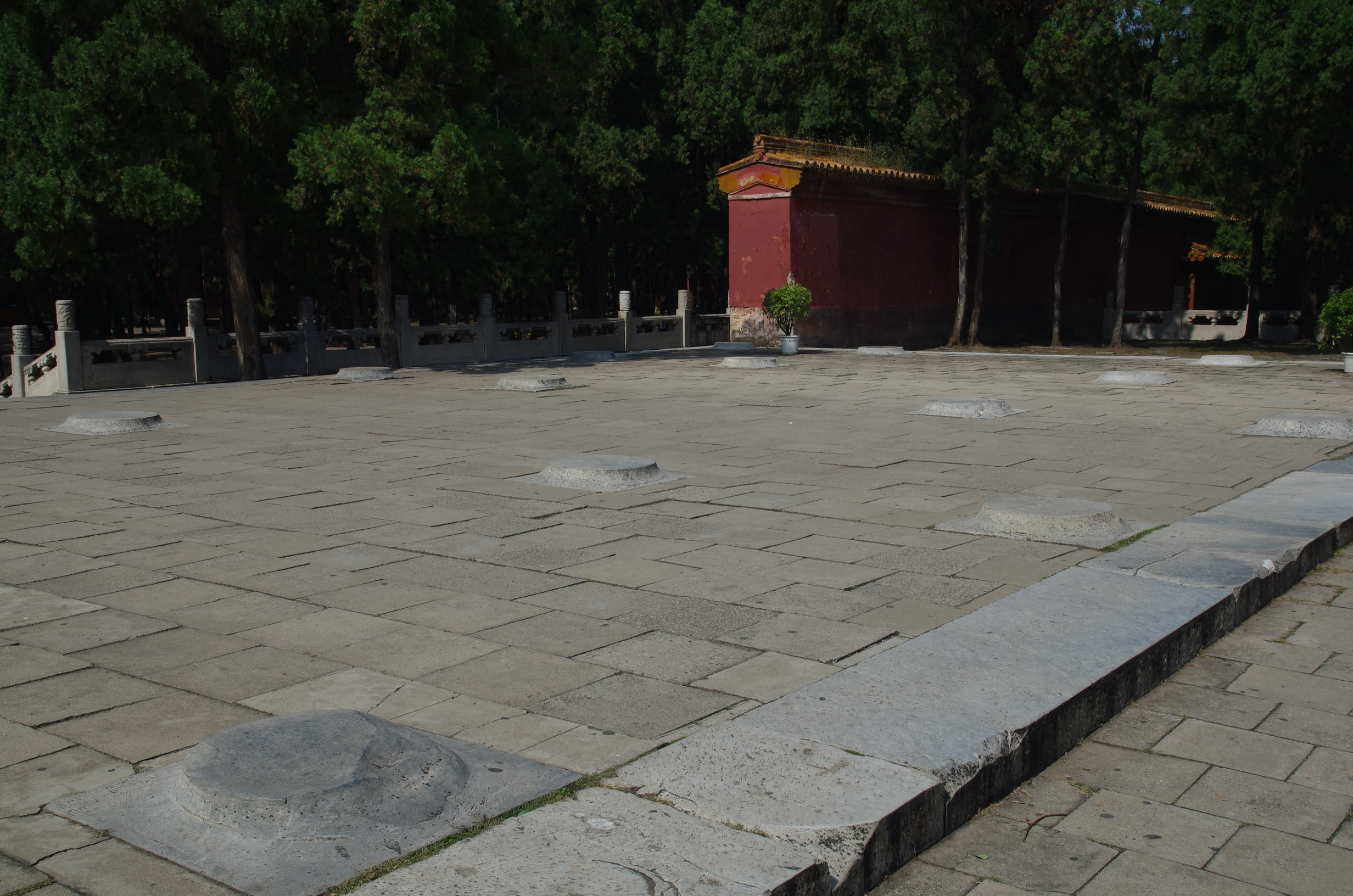
定陵祾恩殿柱础
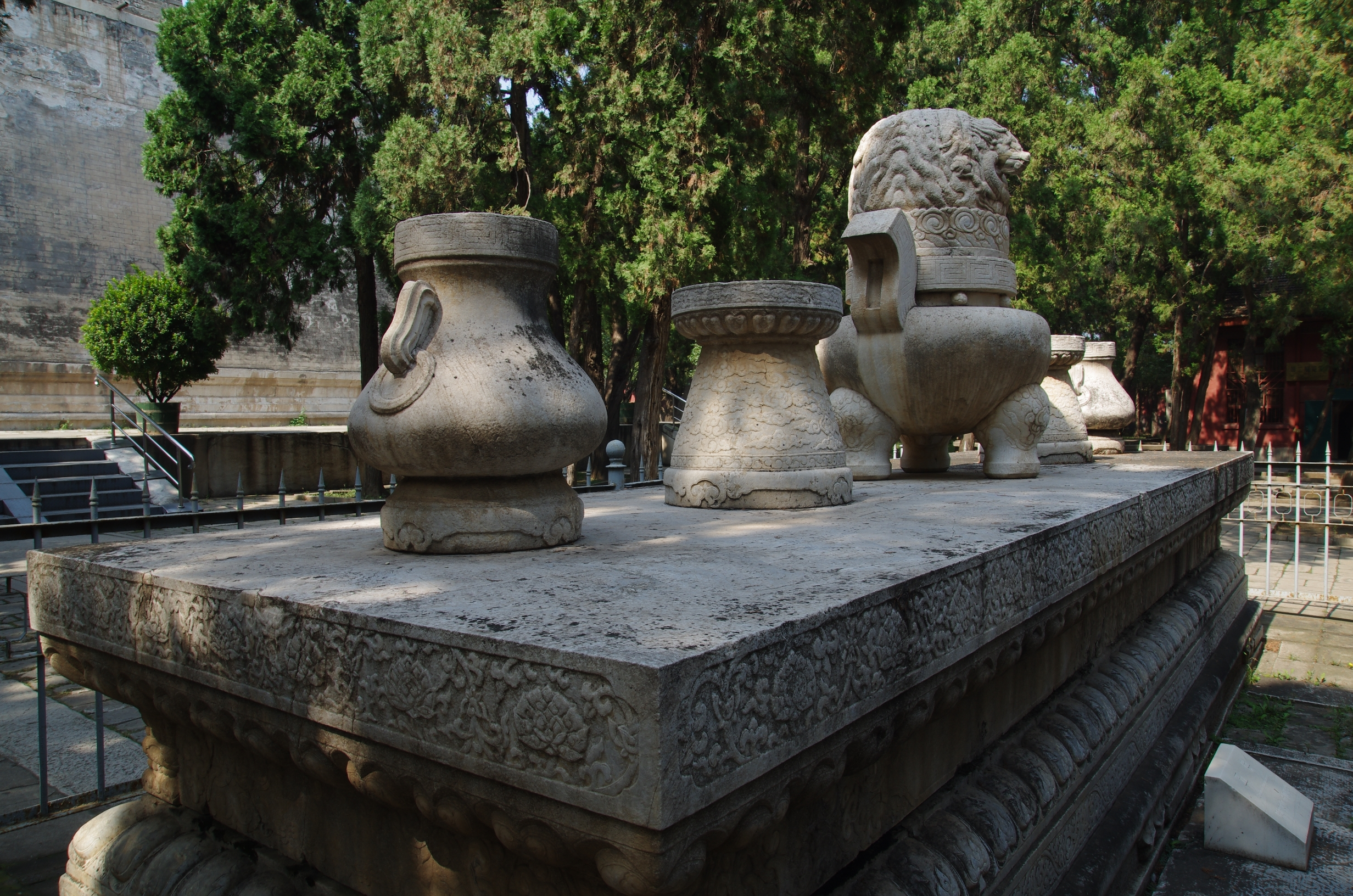
定陵石供桌与石五供
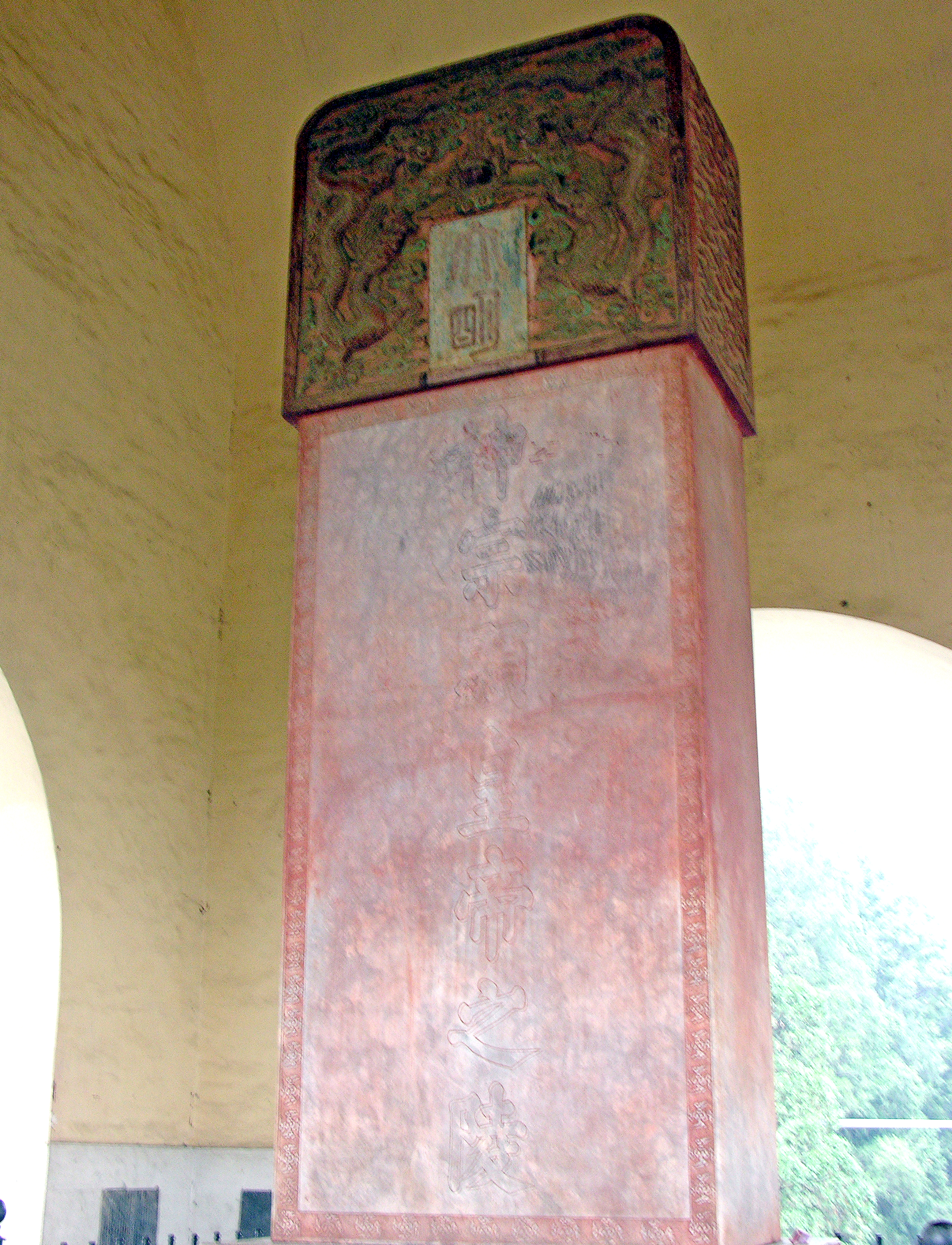
定陵明楼内的圣号碑
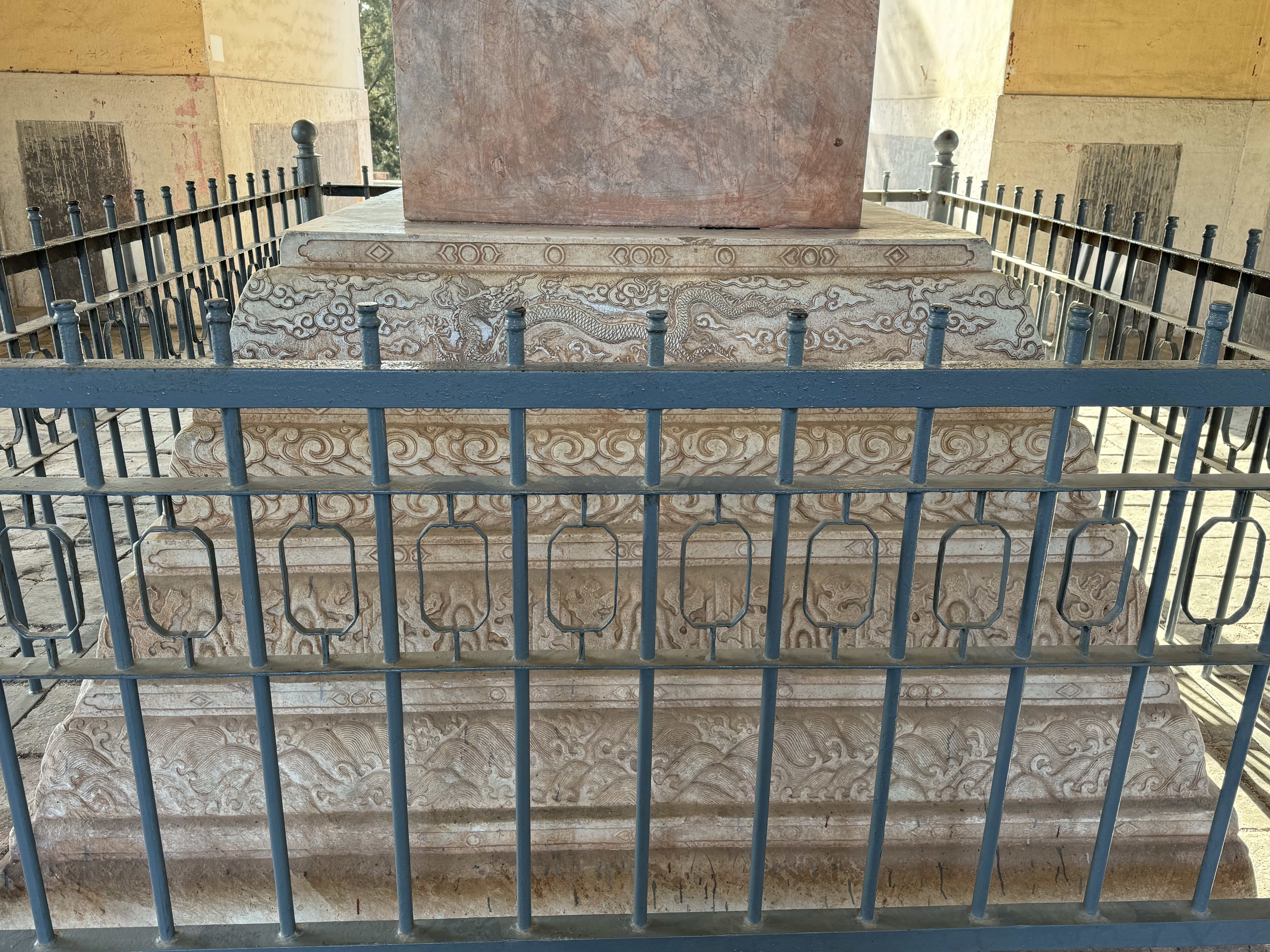
定陵圣号碑碑座特写
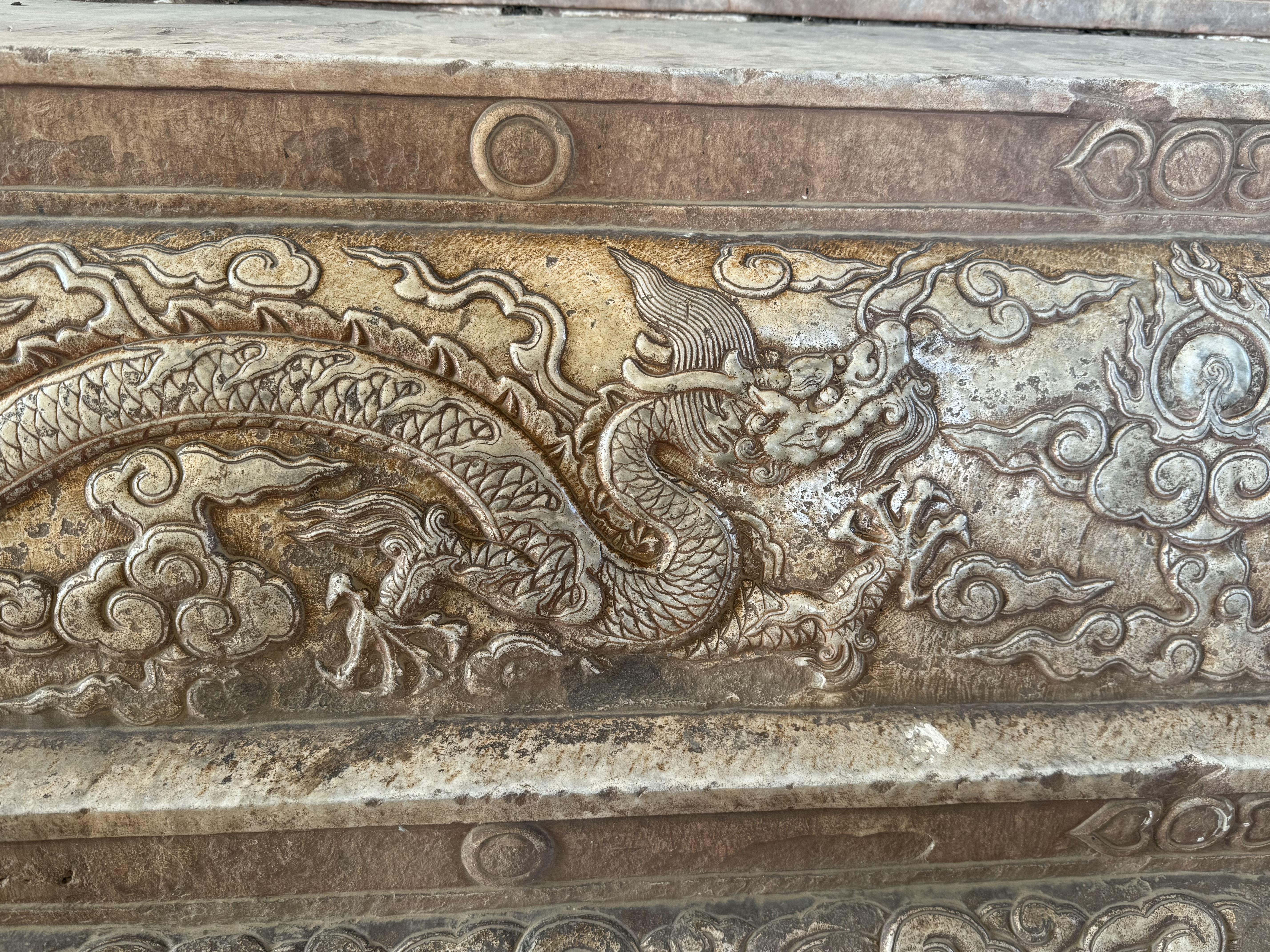
定陵圣号碑碑龙特写
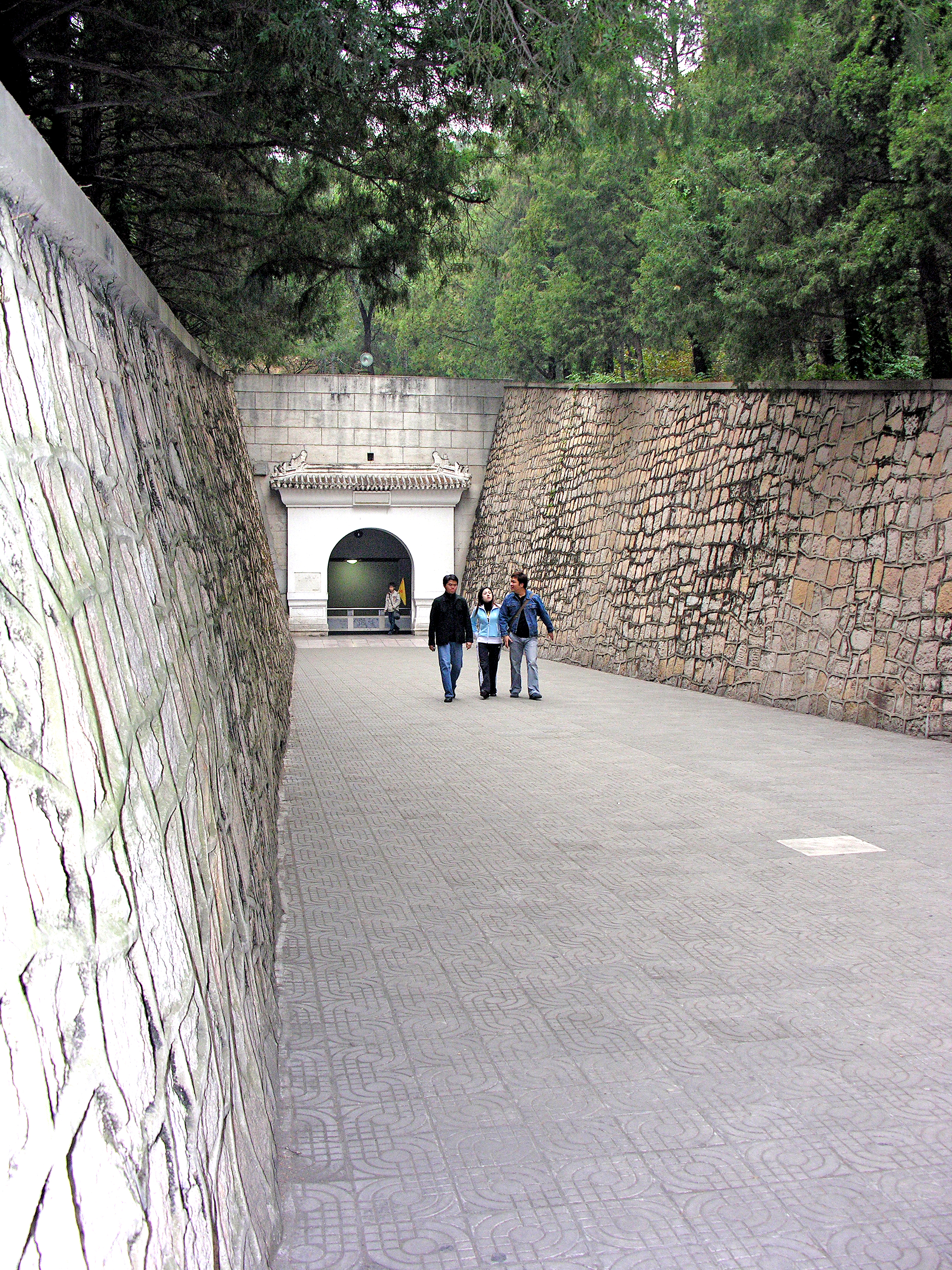
定陵地宫入口
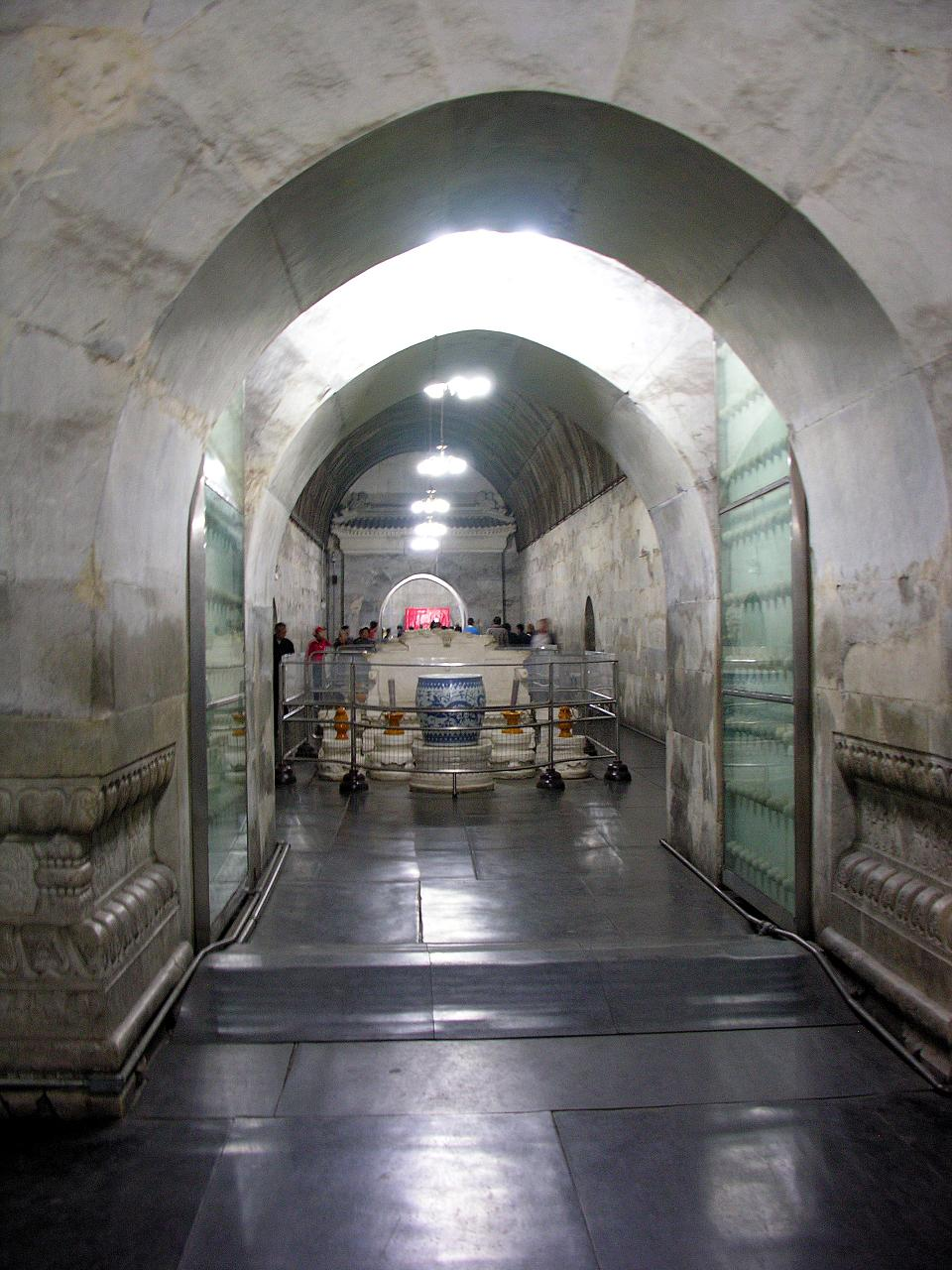
定陵地宫内景
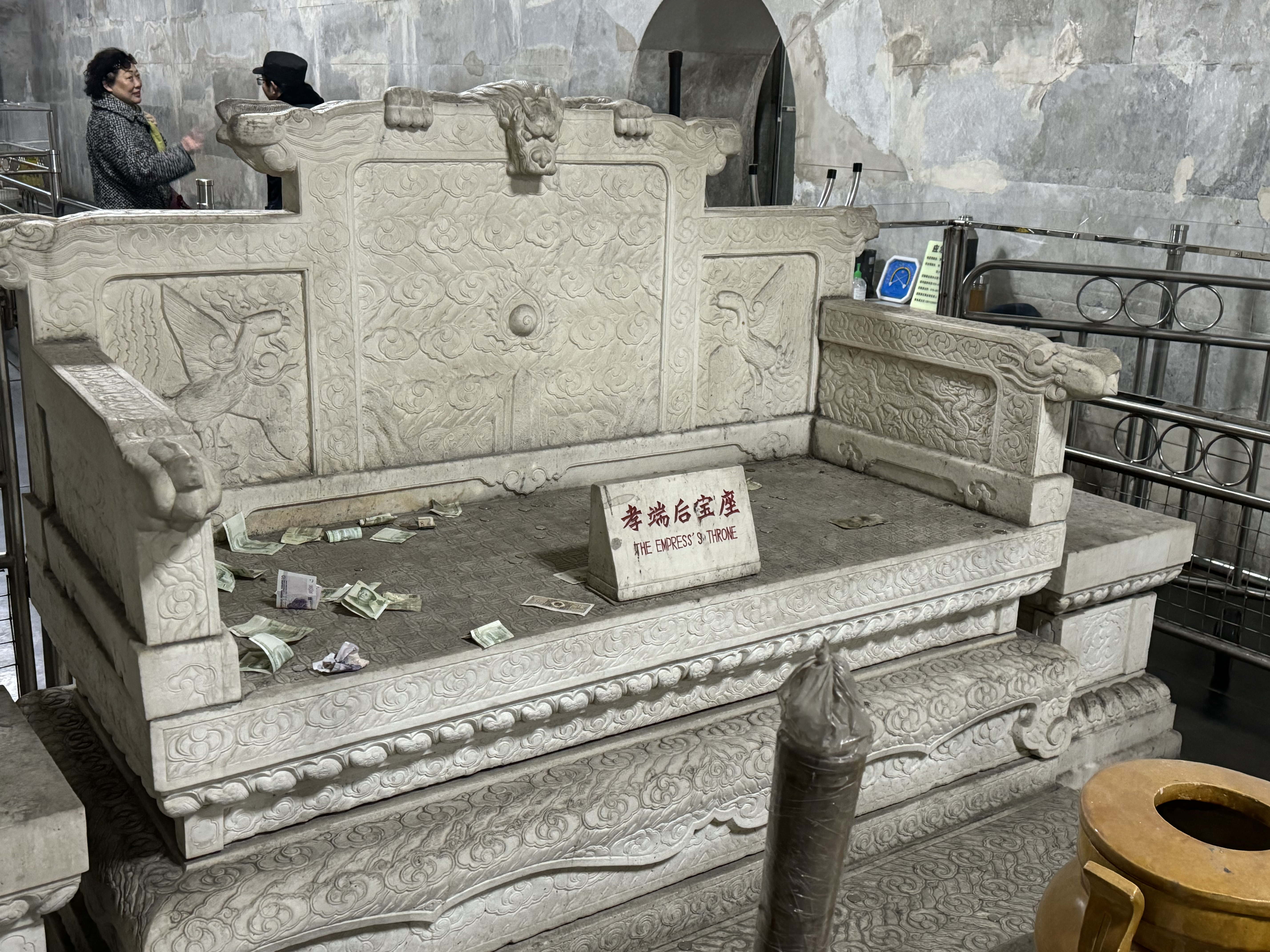
孝端后宝座
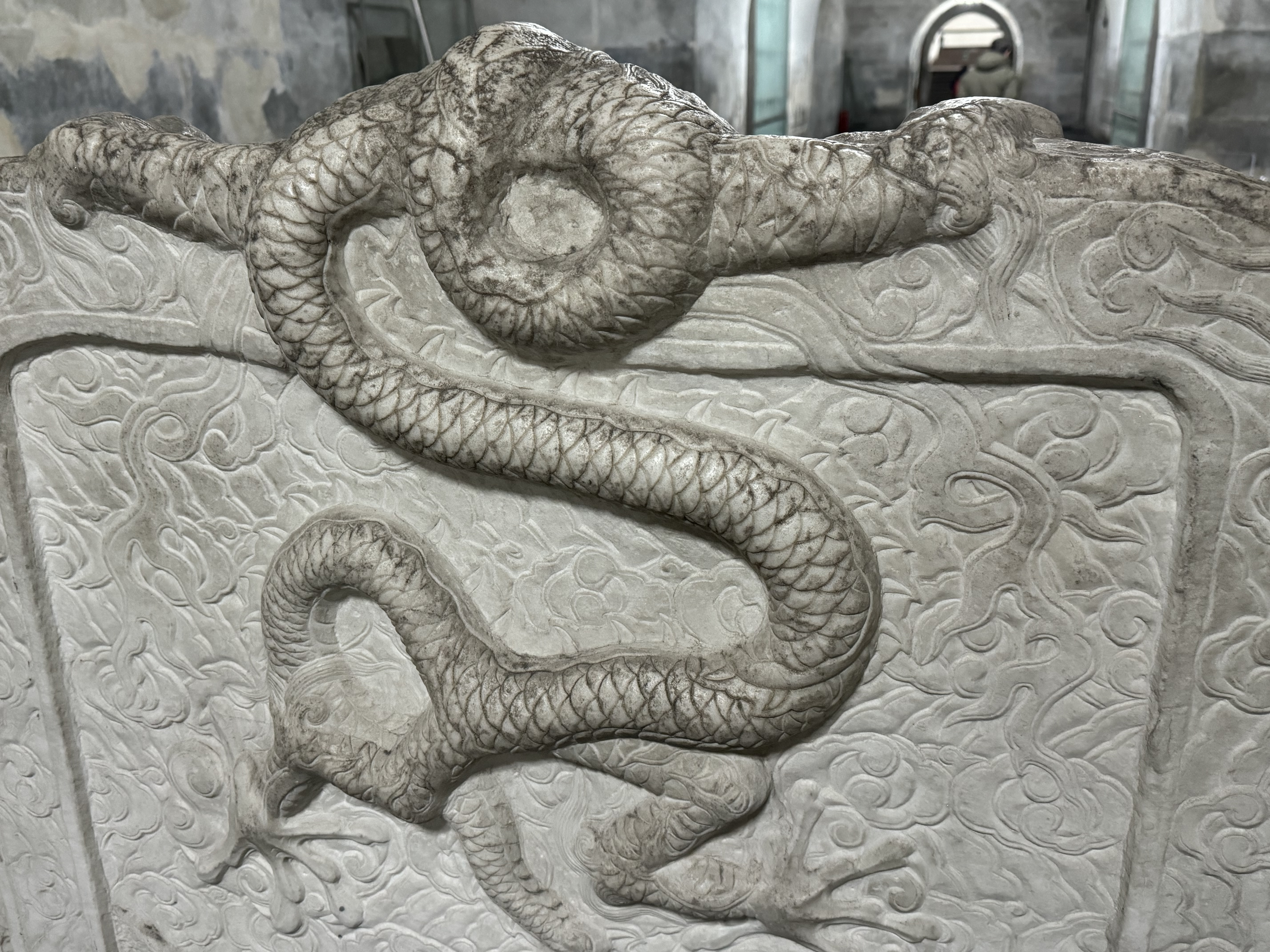
孝端后宝座背面
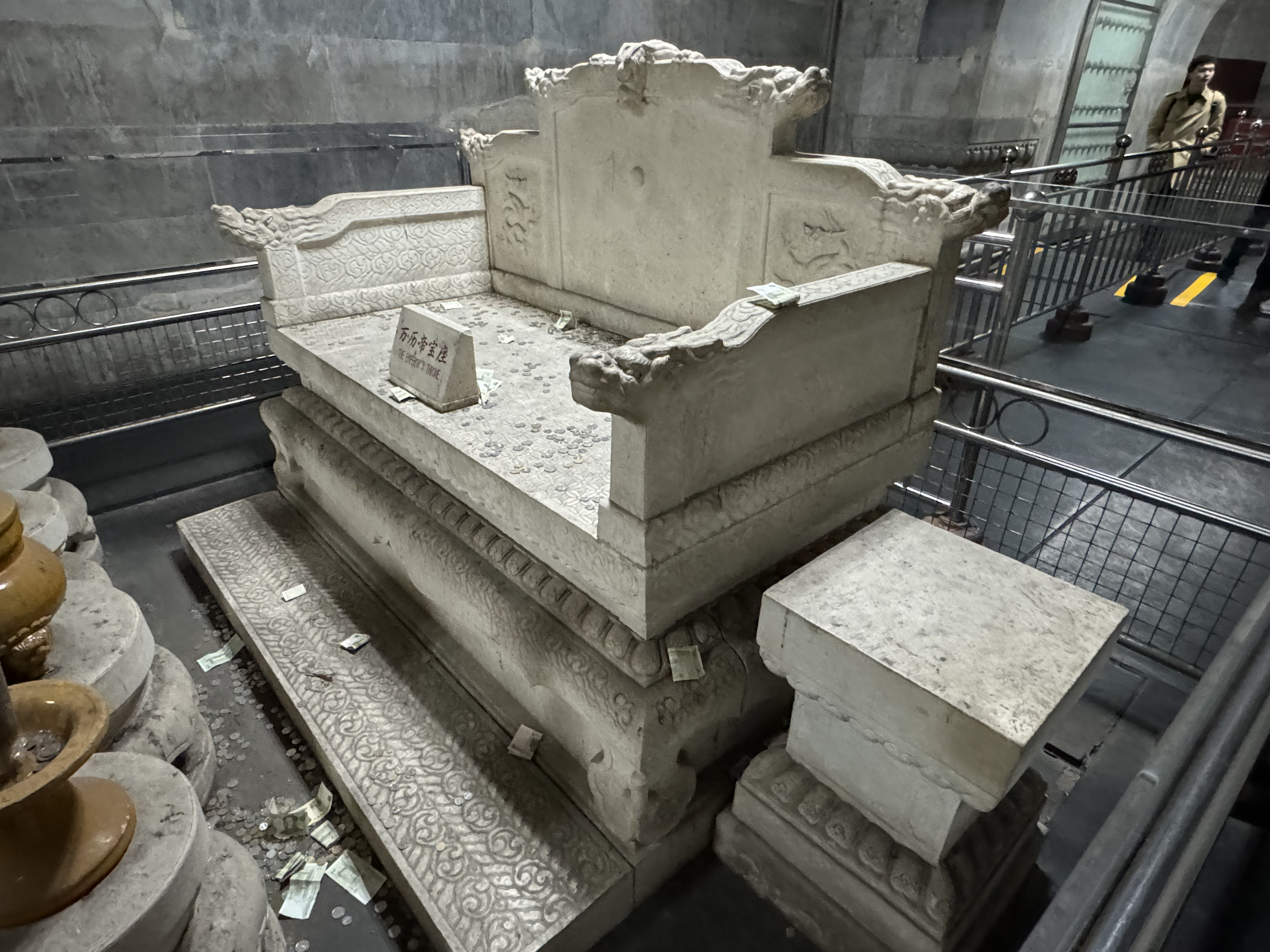
万历帝宝座正面
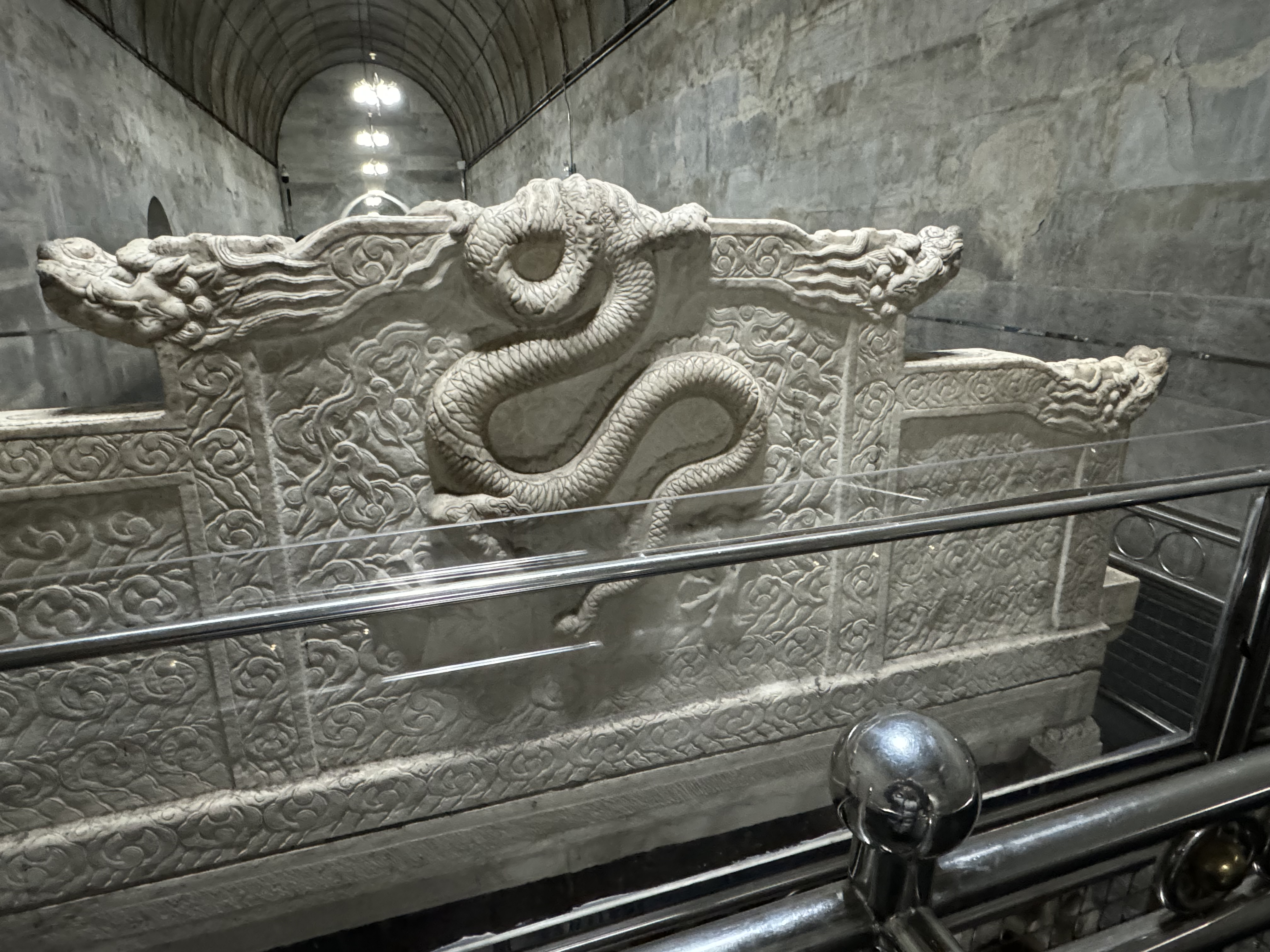
万历帝宝座背面
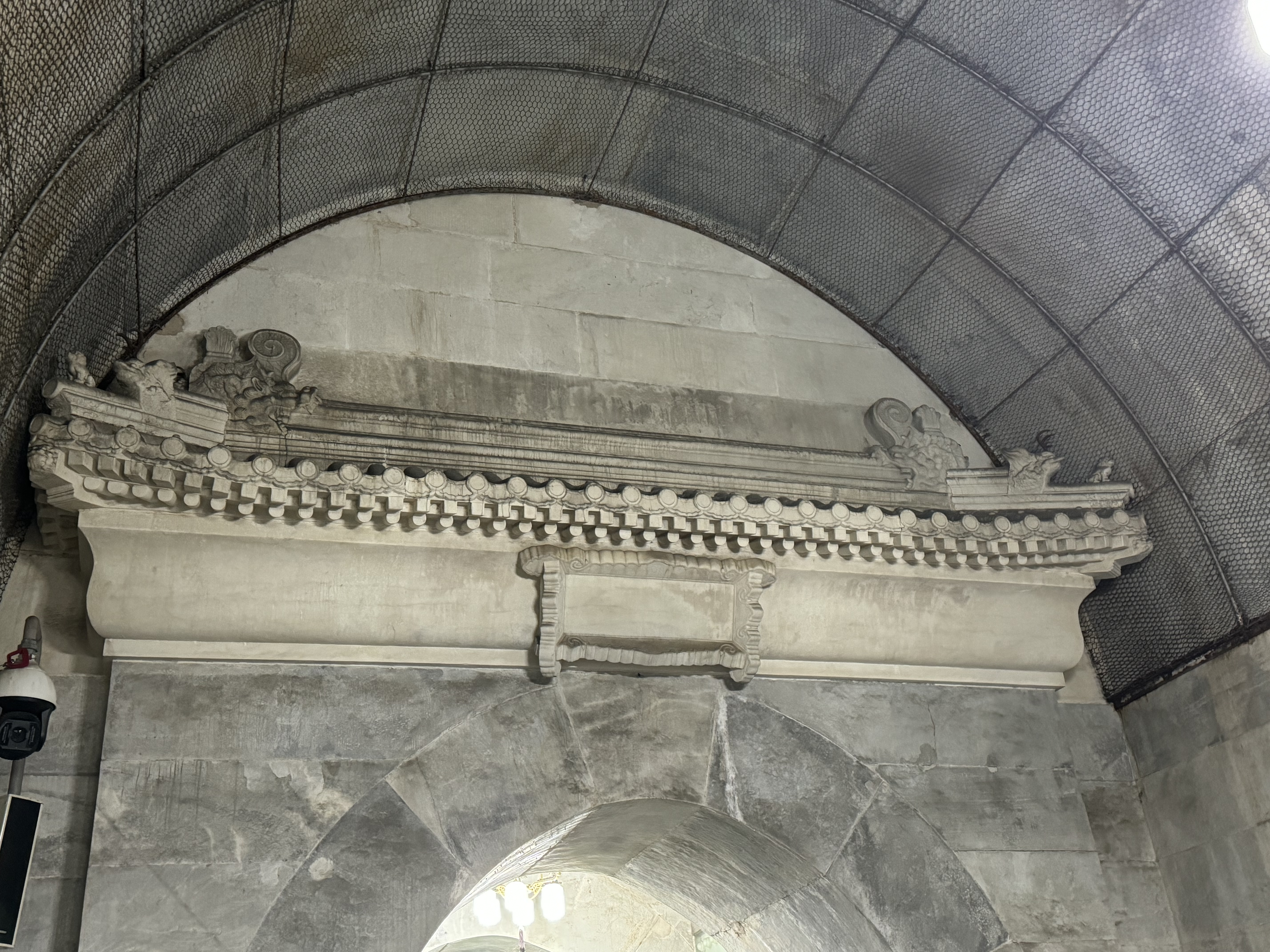
仿木构石门
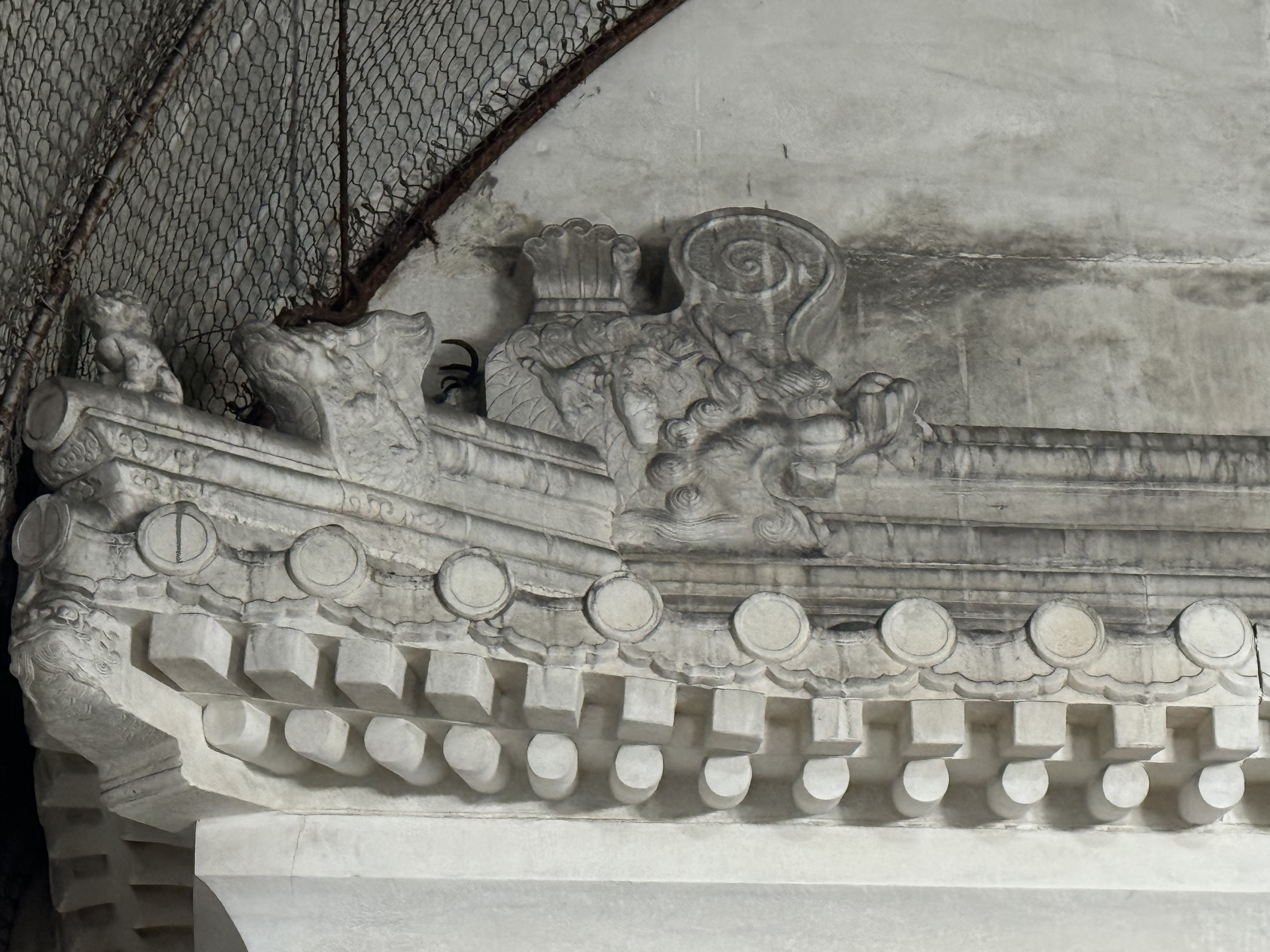
仿木构石门正脊特写
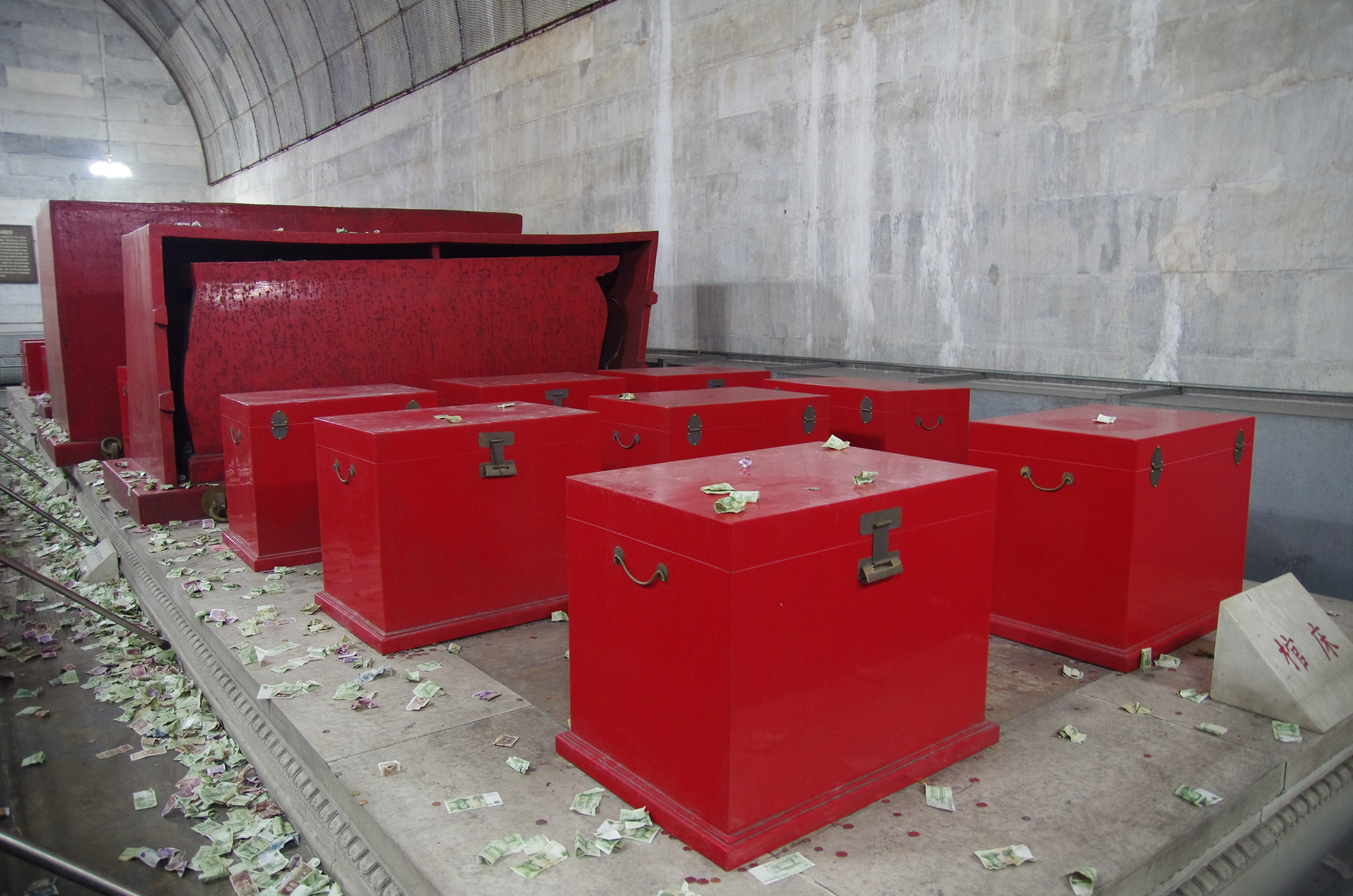
定陵地宫棺床及棺椁复制品
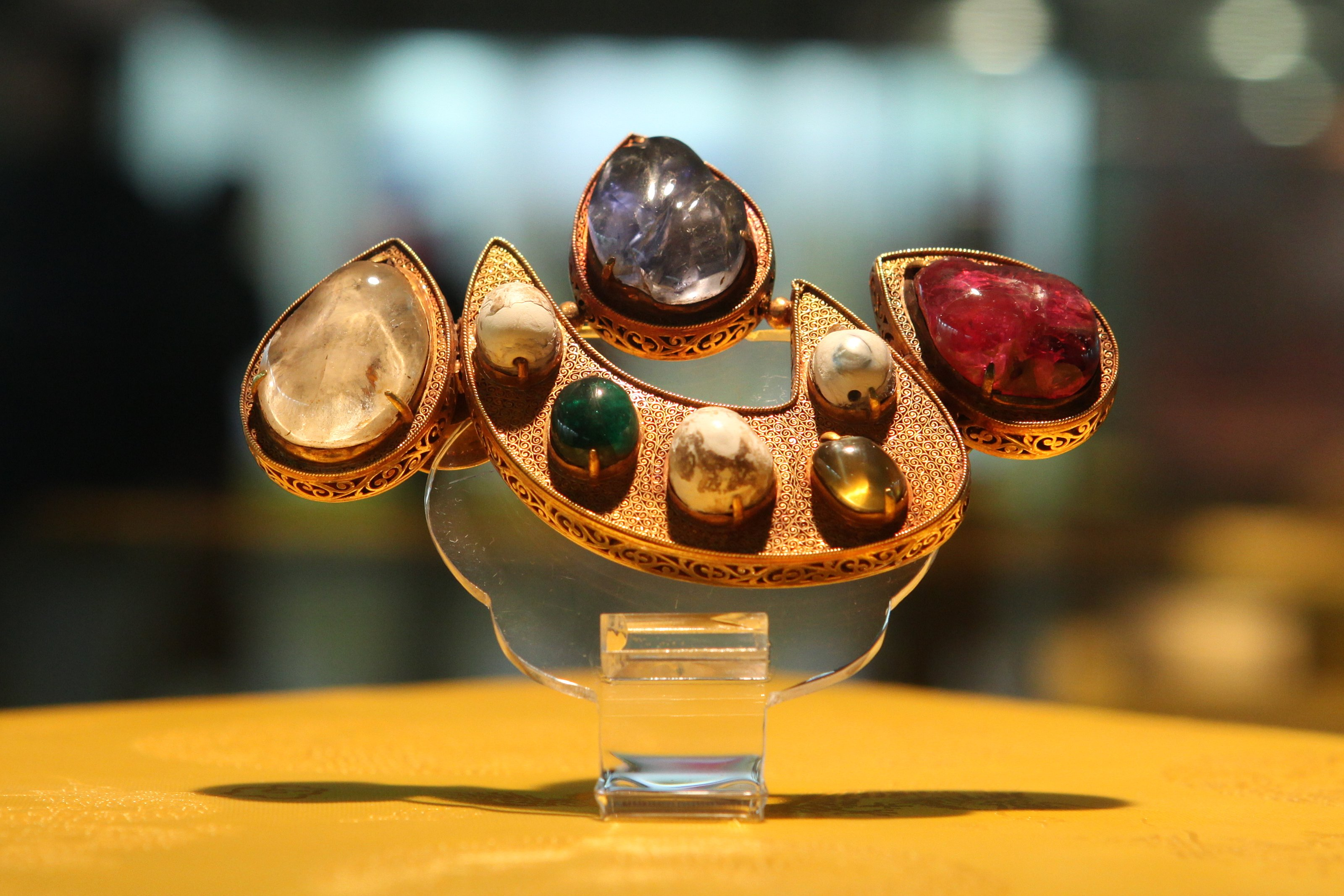
定陵出土的“心”形金饰
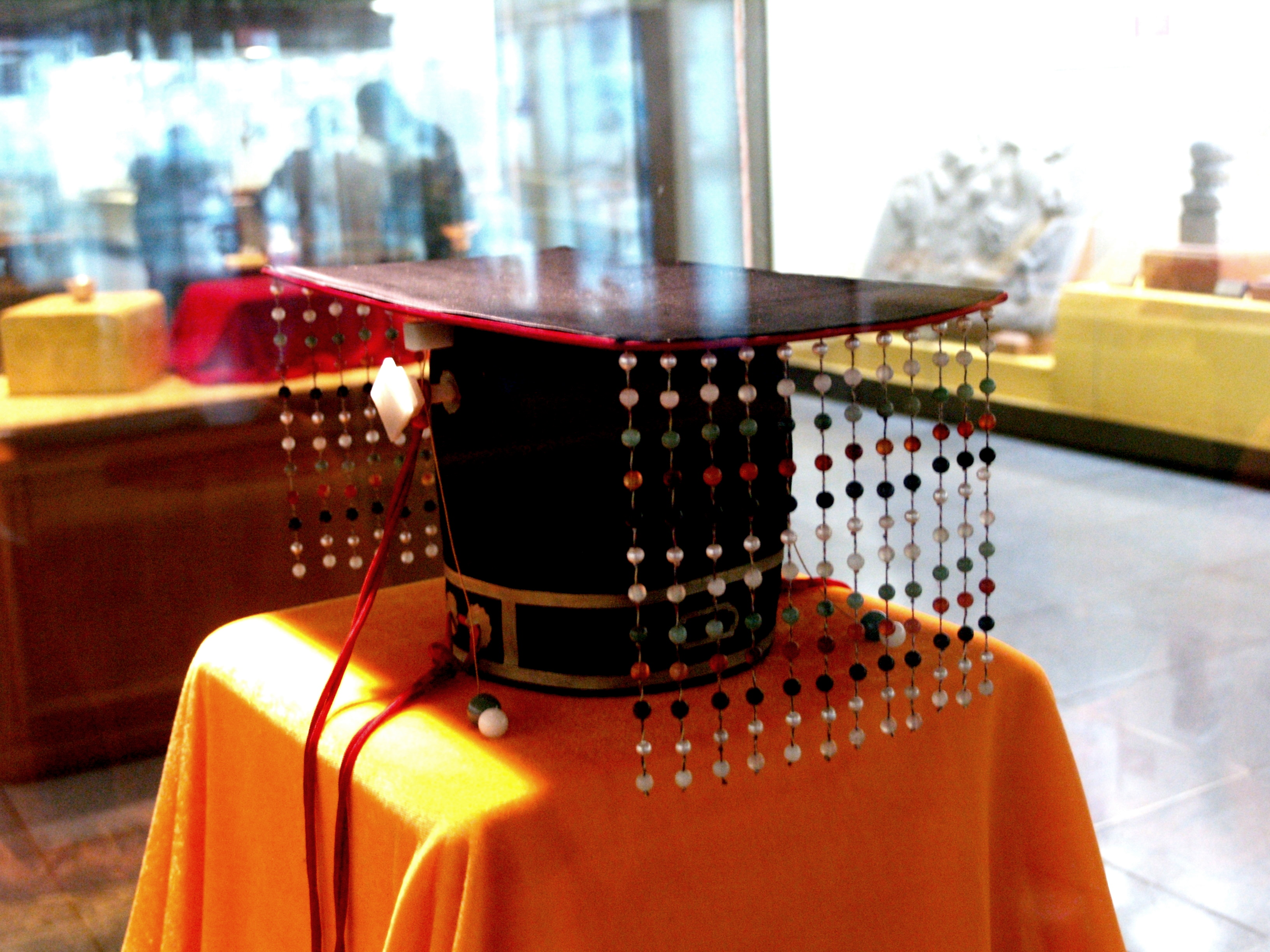
定陵出土的明神宗十二旒冕冠
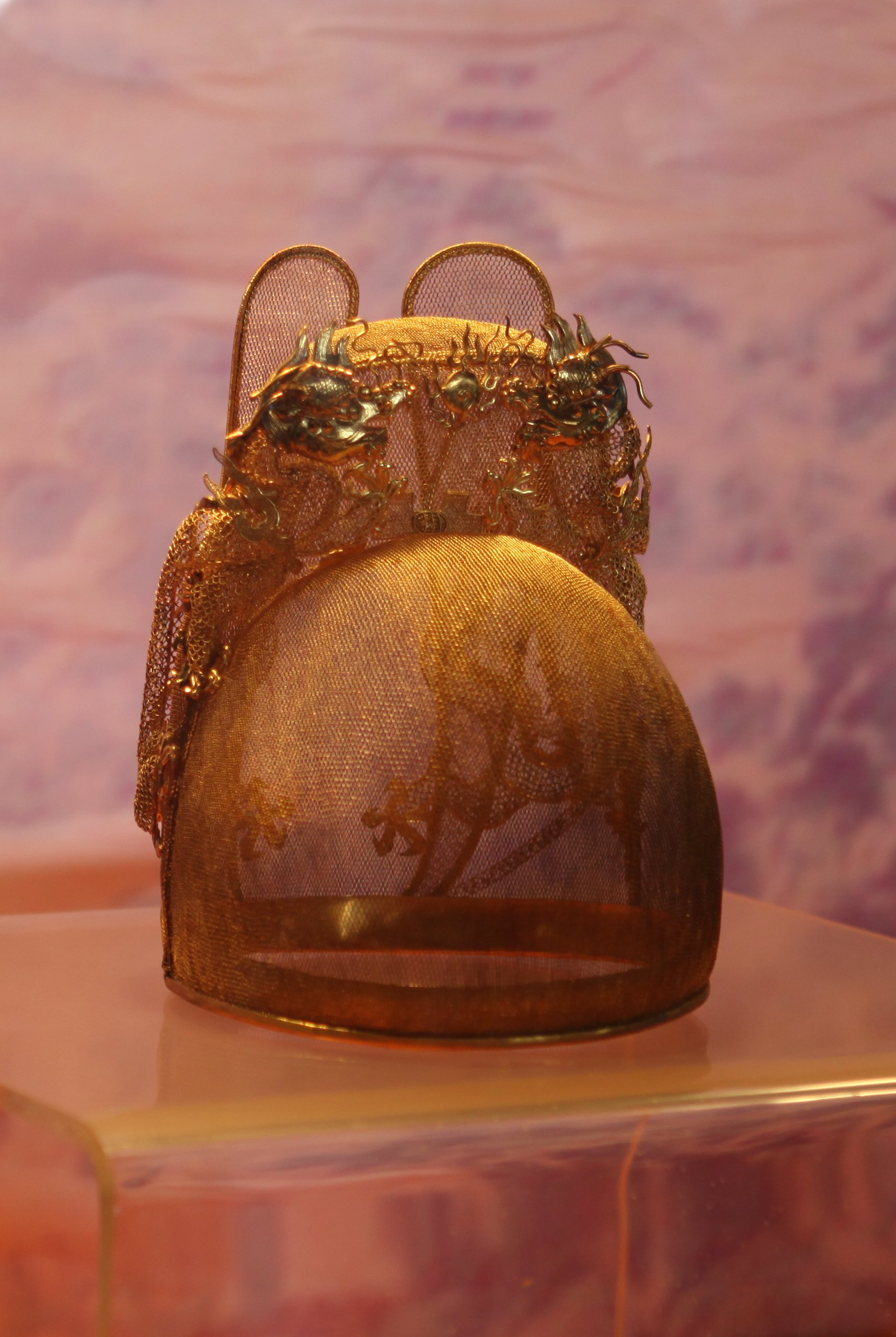
定陵出土的明神宗金丝翼善冠复制品
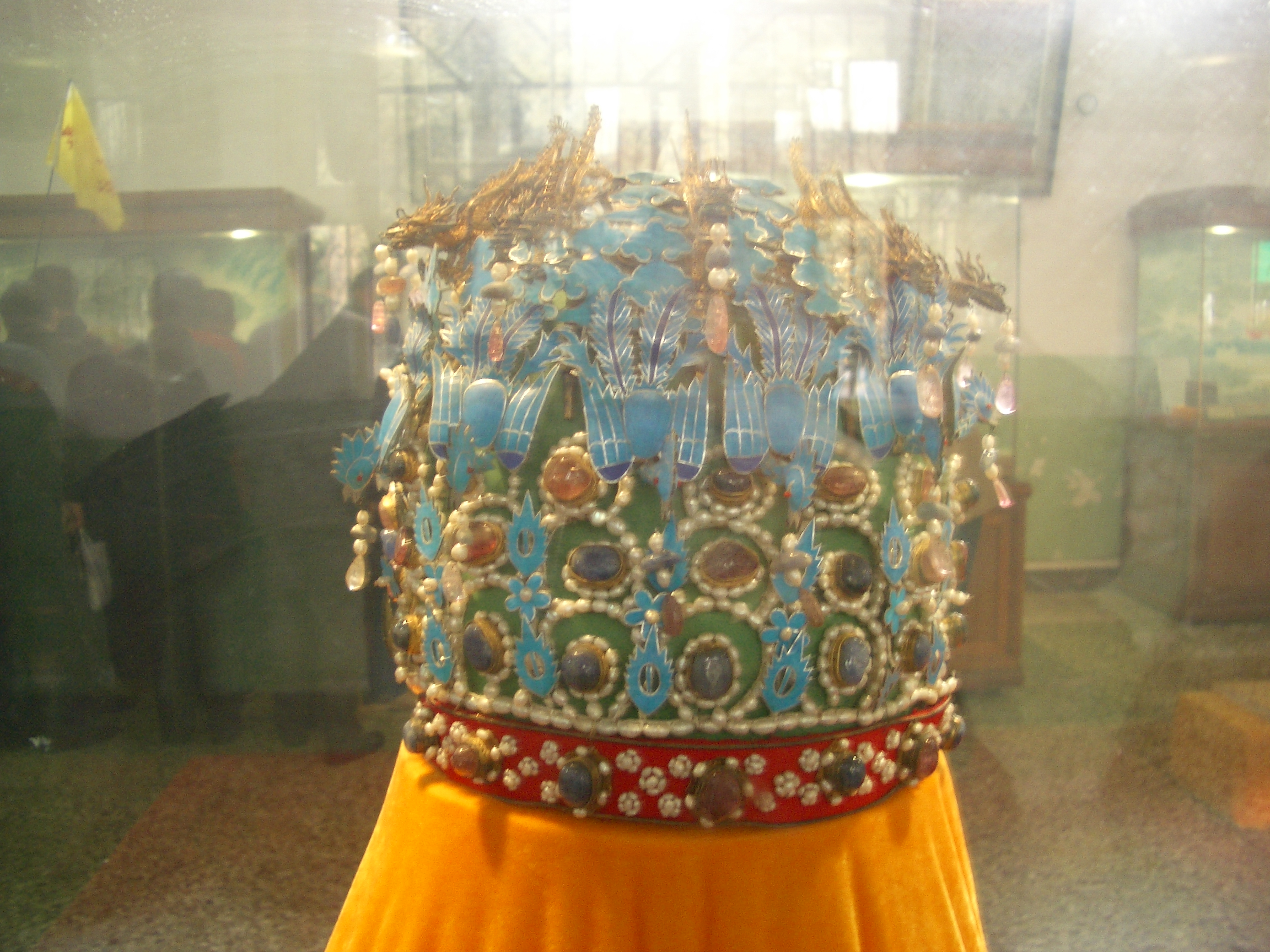
定陵出土的九龙九凤冠
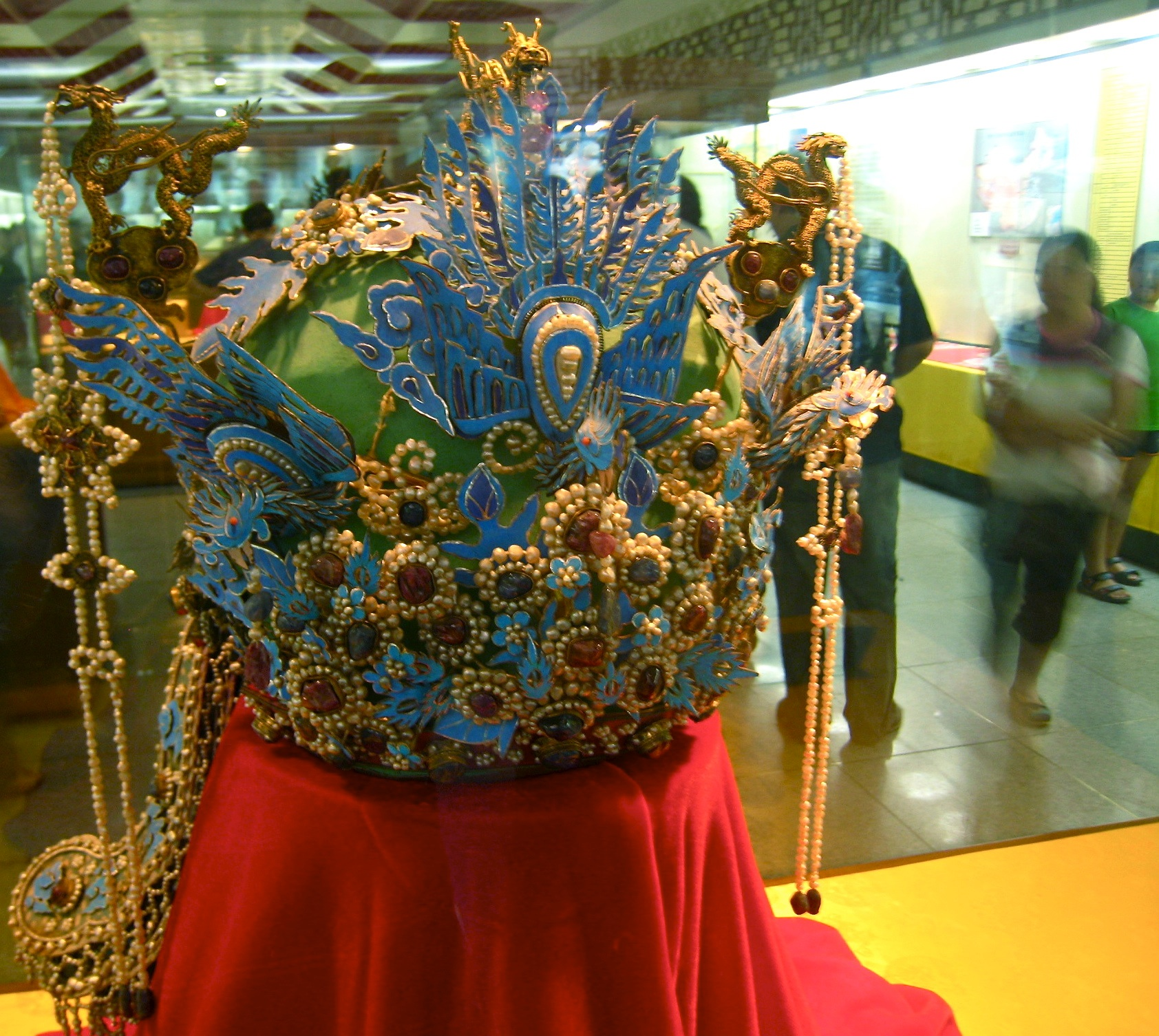
定陵出土的六龙三凤冠
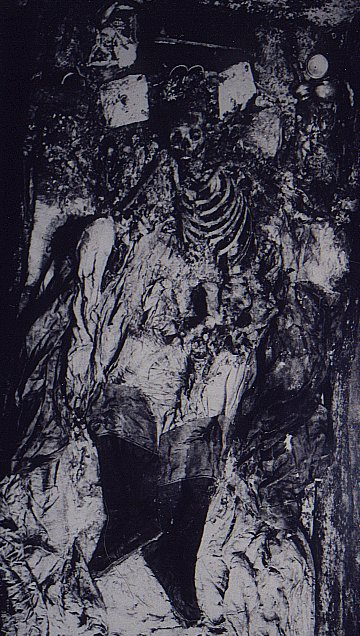
明神宗遺骸